# Fuchiba
Genre
Fuchiba est un genre d'araignées aranéomorphes de la famille des Trachelidae.

## Distribution
Les espèces de ce genre se rencontrent en Afrique australe.

## Liste des espèces
Selon World Spider Catalog (version 17.5, 14/10/2016) :
- Fuchiba aquilonia Haddad & Lyle, 2008
- Fuchiba capensis Haddad & Lyle, 2008
- Fuchiba montana Haddad & Lyle, 2008
- Fuchiba similis Haddad & Lyle, 2008
- Fuchiba tortilis Haddad & Lyle, 2008
- Fuchiba venteri Haddad & Lyle, 2008

## Publication originale
- Haddad & Lyle, 2008 : Three new genera of tracheline sac spiders from southern Africa (Araneae: Corinnidae). African Invertebrates, vol. 49, no 2, p. 37-76.